# Стикин (территория)
Территория Стикин (англ. Stickeen Territories, Stickeen Territory, Stikine Territory, Stikeen Territory) — территория в составе Британской Северной Америки, существовавшая с 19 июля 1862 года по июль 1863.
Изначально этот регион находился в составе Северо-Западной территории, а распоряжалась там Компания Гудзонова залива. В 1861 году, после известий о том, что на реке Стикин найдено золото, началась золотая лихорадка, и сюда хлынул поток американских старателей. Чтобы получить возможность регулировать их деятельность и получать с них сборы, британское правительство вывело эти места из-под юрисдикции Компании Гудзонова залива, и реорганизовало их в территорию, название которой было дано по реке Стикин. Администратором территории Стикин был назначен Джеймс Дуглас, одновременно являвшийся губернатором колонии Британская Колумбия.
Границы территории были определены следующим образом: на севере — по 62-й параллели, на востоке — по 125-му меридиану, на юге — по рекам Насс и Финли, на западе — по границе с Русской Америкой.
Через год после создания территория Стикин была включена в состав колонии Британская Колумбия, лишь полоса севернее 60-й параллели была возвращена Северо-Западной территории (в 1895 году, после начала Клондайкской золотой лихорадки, она была передана территории Юкон).